# Phil Harris
Phil Harris, (Linton, 1904. június 24. – Rancho Mirage, 1995. augusztus 11.) énekes, zenekarvezető, színész.

## Pályafutása
Phil Harris két vaudeville-művész fia volt, akik kis zenés színházakban és cirkuszokban léptek fel. Harris Tennessee-ben nőtt fel. A középső, indián nevét, a „Wonga”-t („fürge hírnök”) egy indián tözsfőnöktől kapta, aki vigyázott rá, amíg a szülei a színpadon voltak.
Fiatalon megtanult játszani különféle hangszereken. Tizenkétévesen édesapja varietéjában dobolt.
Az 1920-as években dobosként játszott különböző zenekarokban, köztük Francis Craig zenekarában. Egy ausztráliai koncertkörútja során megismerkedett egy ottani színésznővel, Marcia Ralstonnal, akit 1928-ban feleségül vett. Phil Harris és Marcia Ralston örökbe fogadott egy újszülött fiút. A házasságát 1940-ben felbontották. 1941-ben feleségül vette Alice Faye énekesnőt és színésznőt, akivel haláláig együtt élt. Ebből a házasságból két lány született (Alice és Phyllis).
Az 1920-as évek végén Harris megalapította a „The Dixie Syncopators”-t, amely hamarosan saját big banddé fejlődött és különösen sikeres lett Kaliforniában. Több éven át játszottan San Franciscóban a Cocoanut Grove klubban. 1934-ben zenekarával elkészítette a „So This is Harris!” című félórás zenés vígjátékot, amely 1934-ben elnyerte a legjobb rövid vígjátéknak járó Oscar-díjat. A következő években más zenés filmek is készültek zenekarával, köztük a „Harris In the Spring” (1937), amelyben elénekelte a „That's What I Like About the South” című dalt, ami aztán lemezfelvételeken is sikert aratott.
Harris 1936-ban vált országosan ismertté, mint Jack Benny népszerű heti rádióműsorának állandó zenekarvezetője. 1952-ig zenei társaként vele maradt. Ebben a szerepben zenekarával kísérte a show számos vendégsztárját, így például Frank Sinatrát 1948-ban, 1950-ben és 1952-ben. 1946-tól feleségével, Alice Fay-el együtt szerepelt a The Fitch Bandwagon (1946–48) című rádióműsorban, amely 1948-ban hamarosan a Phil Harris-Alice Faye Show (1948–54) című heti zenés vígjáték lett. 1949 januárjában Alice Faye és Phil Harrissel és zenekarával lépett fel Harry S. Truman amerikai elnök beiktatásán.
Ezidőben Harris további sikereket ért el énekesként, például 1947-ben „Tex Williams Smoke!”-val, 1950-ben pedig a „The Thing” című dallal, amelyet neki írtak. A The Thing 14 hétig maradt a Billboard listán, és 1950-ben négy hétig az első helyen állt.
Harrist az 1950-es évektől az 1970-es évekig gyakran láthatták a képernyőn zenés-vígjátékokban és különböző televíziós műsorokban, Milton Berle, Dinah Shore, Steve Allen, Eddie Fisher, Red Skelton, Andy Williams, Bing Crosby, Dean Luc Martinsh, Patille Balyn, John és Patille Boon műsoraiban.
1964 és 1968 között nyolcszor volt a The Hollywood Palace varieté házigazdája.
1991 után végleg visszavonult a közélettől, és csak jótékonysági rendezvényeken szerepelt. Az 1950-es évek óta feleségével, Alice Faye-vel élt a kaliforniai Palm Springsben saját földjén. 1979-ben Harris és felesége nagy kiterjedésű birtokukat szülővárosának, az indianai Lintonnak adományozta.
1995. augusztusában halt meg. 91 éves volt.

## Lemezeiből
- The Thing (1950)
- That's What I Like About The South (1947)
- Loaded Pistol, Loaded Dice (1947)
- Hambone. (1952)
- The South Shall Rise Again (1959)
- Baloo hangja volt 1967-es animációs filmben (1967) és elénekelte a The Bare Necessities című dalt.
- Louis Primával pedig a The Monkey Songot című dalt énekelte.

## Filmek
- Phil Harris az IMDb-n

## Díjak
- Indiana Hall of Fame
- Palm Springs Walk of Stars
- Hollywood Hall of Fame